# マッスルショールズ
マッスルショールズ（Muscle Shoals）は、アメリカ合衆国アラバマ州コルバート郡で最大の都市である。州の北部、テネシー川の南岸に位置し、2010年の国勢調査時点の人口は13,146人であった。2019年の推定人口は14,575人である。
同市とコルバート郡、およびローダーデール郡内の4都市を含むフローレンス・マッスルショールズ大都市圏は一般的に「ザ・ショールズ」と称される。州の北西部のマッスルショールズに位置する北西アラバマ地域空港は、ショールズ地域を管轄する空港である。
18世紀後半から19世紀初頭にかけて、ヨーロッパの人々がこの地域に多く移住するにつれ、この地域は歴史的な土地紛争の中心地となった。設立された当時のジョージア州は、この地域の開発を促進することで、ミシシッピ川に至るまでの西側の土地の領有権を固めようと野望を抱いていたものの、計画は頓挫した。
大恐慌期のフランクリン・ルーズベルト大統領政権下、インフラ整備と雇用創出を目的としたテネシー川流域開発公社が設立され、川沿いの広大な農村地帯の電化が実現した。フォード・モーター社は、マッスルショールズの東3マイルに位置するリスターヒル地区に工場を建設し、長年操業していたが、雇用の国外流出に伴い、1982年に産業再編の一環として閉鎖した。
1960年代以降、同市は音楽で有名になった。地元のスタジオやアーティストたちは「マッスルショールズ・サウンド」を生み出し、1950年代後半にはフェイム・スタジオ、1969年にはマッスル・ショールズ・サウンド・スタジオが設立された。

## 地名の由来
市名の由来についてはいくつかの説が存在する。一つは、テネシー川のかつての自然地形、つまりムール貝（マッスル=mussel）が採集されていた浅瀬に因んで名付けられたとする説である。開拓者たちはそこを「マッスルのショールズ（ムール貝の浅瀬）」と名付けたとしている。ムール貝を示す「マッスル」の正しい綴りは「mussel」であるが、この説では人々がこの地に最初に入植した当時は、それが正しく認識されていなかったとしている。
チェロキー族由来とする説もある。彼らはこの地をᏓᎫᎾᏱ（ダグナヒ）（はまぐりまたはムール貝の場所の意）と呼んでいた。「ダグナ」はムール貝を意味し、「ヒ」は場所を意味しているという。

## 歴史
マッスルショールズの地域は、18世紀初頭あるいはそれ以前から、チェロキー族の歴史的な狩猟場の一部であった。18世紀初頭には、フランスがマッスルショールズを交易拠点として利用していた。1783年、ノースカロライナ州の6人の著名人（ウィリアム・ブラウント、リチャード・キャズウェル、グリフィス・ラザフォード、ジョン・ドネルソン、ジョセフ・マーティン、ジョン・セビア）がマッスルショールズに植民地を設立する目的で会社を設立した。
アメリカ独立戦争後期、多くのチェロキー族は反乱軍と戦い、彼らを自らの領土から追い出そうとした。独立戦争後、入植者が彼らの領土に侵入するにつれ、新たに誕生したアメリカ合衆国に対する対応はチェロキー族の間で分かれた。チカマウガと称される反米派は、より融和的なチェロキー族から分離し、現在のテネシー州の南中部および南東部に移住した。この集団の殆どはチカマウガ河床沿いに定住し、その地名から派の名前が付けられた。彼らはマッスルショールズを自らの領土の一部であると主張した。1780年代と1790年代にアングロ・アメリカ人がこの地域への入植を試みたとき、チカマウガ族は激しく抵抗した。
現在のアラバマ州北部および中部に居住していたアッパー・クリーク族もまた、この地域におけるヨーロッパ人やヨーロッパ系アメリカ人の存在に憤慨していた。1790年、アメリカ合衆国大統領ジョージ・ワシントンがジョン・ドーティ少佐率いる遠征隊を派遣し、マッスルショールズに砦と交易拠点を建設しようとした際に、大事件が起きた。この遠征隊は、彼らに抵抗するチカマウガ族とクリーク族の部隊によってほぼ壊滅させられ、政権はこの計画の放棄に追い込まれた。一方、スペイン統治下のルイジアナの総督であったフランシスコ・ルイス・ヘクター・デ・カロンデレは、1792年に砦を建設するためにインディアン連合と交渉していた
テネシー州に入植したアングロアメリカ人は、この地域の支配権を得るべく引き続き動いていた。この地域は、その南部の良質な綿花生産地へのアクセスを可能とする位置にあったため、彼らは特に獲得したかったのである。1797年、テネシー州の初代知事ジョン・セビアはアンドリュー・ジャクソンに対し、「マッスルショールズまたはその付近への入植を阻止することは、西洋全体に対する明白な損害である」と訴えた。セビアの要請を受け、ジャクソンは議会とジョン・アダムズ大統領に、この地を制圧するための新たな遠征隊の資金援助を求めたが、実を結ぶことはなかった。
アメリカ合衆国当局は、1807年にチェロキー族から、続いて1817年にチカソー族から土地を購入し、最終的にこの地域を支配下に置いた。先住民とアングロ系の双方の利益を守るため、隣接するライムストーン郡にハンプトン砦が建設された。マッスルショールズは後に、アッパー・クリーク族をインディアン準州（現在のオクラホマ州）へ追放する拠点として利用された。
第一次世界大戦中、ウッドロウ・ウィルソン大統領は軍需用の硝酸塩工場への電力供給のため、マッスルショールズ下流のテネシー川にダムを建設することを承認した。
最初の工場は1918年のドイツと連合国の休戦協定の2週間後には硝酸塩の生産を開始したものの、ダムは1924年まで完成しなかった。
一方、1922年、ヘンリー・フォードは硝酸塩工場と未完成のウィルソン・ダムの買収を試みた。ミシガン州の自動車メーカー兼実業家であったフォードは、アラバマ州テネシー川沿いのマッスルショールズにある未完成の水力発電ダムのリースを提案した。アメリカ陸軍省はこの事業を第一次世界大戦中に開始しており、技術者たちは完成までに4,000万ドルの費用がかかると見積もっていた。当時、公共事業の資金調達は、一般的に議会が承認を渋る増税、あるいは債券発行によって行なわれていた。マッスルショールズのこのプロジェクトの場合、提案されたのは利子4%の30年債券の発行だった。
フォードと彼の友人であり発明家のトーマス・エジソンは、社会に利益をもたらす事業（水力発電ダムとそれに付随する肥料工場は雇用を創出し、地域を活性化させるという主張に基づいていた）のために、返済義務のある4,000万ドルに加えて4,800万ドルの利子を支払わなければならないという考えに異議を唱えた。エジソンは国債発行について、「我々が国富を増大させようとするときは、国家の債務増大を強いられるのが常である」と述べた。エジソンとフォードは、銀行の金庫に保管されている金や銀ではなく、労働者と製造業者が生産した商品によって得られた資金でドル紙幣が労働者と製造者に対して直接発行される新しい通貨システムが構築されることを望んでいた。議会は最終的にフォードの案を却下した。
水力発電を基盤とした地域開発計画は大恐慌まで棚上げにされた。フランクリン・ルーズベルト大統領の政権は、ダム群から新たに発電された電力を用いて、農村地域に必要なインフラを建設し、電力システムを設置するため、1933年にテネシー川流域開発公社を設立した。

## 音楽
マッスルショールズは、1960年代から多くのヒット曲を録音してきた2つのスタジオが設立されたことで知られる。1つはリック・ホールによって設立されたフェイム・スタジオで、アーサー・アレキサンダー、パーシー・スレッジ、アレサ・フランクリン、ウィルソン・ピケット、オーティス・レディングなど多くのミュージシャンがレコーディングを行なった。もう1つはマッスルショールズ・サウンド・スタジオで、ザ・スワンパーズとして知られるミュージシャンたちが設立した。彼らはこのスタジオでボブ・ディラン、ポール・サイモン、ロッド・スチュワート、ローリング・ストーンズ、オールマン・ブラザーズらとレコーディングを行なっている。
マッスルショールズはカントリー・バンド、シェナンドーの本拠地であるだけでなく、数多くのアーティストが作曲やレコーディングを行なってきた場所でもある。フェイム・スタジオとマッスルショールズ・サウンド・スタジオは今日も操業を続けている。これらのスタジオでは、2000年以降もキャリー・アンダーウッドの「Before He Cheats」やハートランドの「I Loved Her First」といった近年のヒット曲がレコーディングされるなど、この地の音楽的伝統は続いている。ジョージ・マイケルはジェリー・ウェクスラーと共にワム!の「Careless Whisper」の初期未発表バージョンを1983年にマッスルショールズで録音した。ベティ・ラヴェットはグラミー賞にノミネートされたアルバム『The Scene of the Crime』（2007年）をフェイムでレコーディングしている。
マッスルショールズ・サウンド・スタジオは、当初はシェフィールドのジャクソン・ハイウェイ3614番地にあったものの、1979年、シェフィールドのアラバマ・アベニュー1000番地に移転し、オリジナルのスタジオは閉鎖。移転先のスタジオも2005年に閉鎖されている。2025年現在、移転先の建物には映画制作会社、サイプレス・ムーン・スタジオが入居しており、館内の見学やコンサートも行なわれている。
マッスルショールズでは、異なる音楽スタイルの交配が積極的に行なわれた。この地域の黒人アーティスト、アーサー・アレキサンダーやジェイムス・カーなどは、白人のカントリー・ミュージックのスタイルを作品に取り入れ、ショールズ出身の白人アーティストも、同時代の黒人アーティストのブルースやゴスペルの要素の影響を背景に独特のサウンドを作り出した。
サン・レコードの創設者であるサム・フィリップスは、この地域で生まれ育った。マッスルショールズのラジオ局WLAYでは「白人」と「黒人」両方の音楽を放送しており、1940年代にそこでディスクジョッキーとして働いたことが、彼がサン・レコードでエルヴィス・プレスリー、ジェリー・リー・ルイス、ジョニー・キャッシュら白人と黒人の音楽を融合させたサウンドを生み出すきっかけになったと述べている。
ローリング・ストーン誌の編集者デイヴィッド・フリックは、「かの有名なマッスルショールズ・サウンドを象徴し、凝縮した一枚のレコードを聴くとしたら、それは1972年のザ・ステイプル・シンガーズの「アイル・テイク・ユー・ゼア」だろうと書いている。この曲を聴いたアメリカ人ソングライターのポール・サイモンはマネージャーに電話をかけ、この曲を演奏したミュージシャンたちとのレコーディング・セッションを手配するよう依頼した。サイモンは、彼らと仕事をするためにはマッスルショールズまで行く必要があることを知り驚いたという。その小さな町に到着後、彼はこの曲をメイヴィス・ステイプルズとレコーディングしたマッスルショールズ・リズム・セクション（別名「ザ・スワンパーズ」、当時のメンバーは白人のみで構成されていた）を紹介された。彼らが黒人ミュージシャンであると想像していたサイモンは、当初事務所のスタッフに紹介されたと思い込み、丁寧に「バンドのメンバーに会わせてください」と申し出た。誤解が解けた後、サイモンは彼らと共に「Kodachrome」や「Loves Me Like a Rock」など数曲をレコーディングした。
ボブ・ディランが彼のキリストへの新たな信仰をテーマにしたアルバムのレコーディングを計画し始めたとき、彼はベテランR&Bプロデューサーのジェリー・ウェクスラーを起用し、マッスルショールズのスタジオを使用することを決めた。ウェクスラーは当時をこう回想している。「ディランが私に依頼してきたのは、時代錯誤で使い古されたような音ではなく、アレサやオーティスのような音の響きをを求めていたからでした。」ディランはウェクスラーと共に、『スロー・トレイン・カミング』（1979年）と『セイヴド』（1980年）という2枚の現代ゴスペルのアルバムをレコーディングした。
2000年初頭、スワンパーズのデイヴィッド・フッドの息子で、マッスルショールズ出身のパターソン・フッドがオルタナティヴ・ロックのグループ「ドライヴ・バイ・トラッカーズ」のメンバーとして成功を手にした。カントリー・ミュージックの歌唱コンテスト「ナッシュヴィル・スター」の2007年のシーズンにおいて、マッスルショールズ出身の姉弟、アンジェラ・ハッカー（優勝）とザック・ハッカー（準優勝）が上位2名のファイナリストとなった。
マッスルショールズは、もはや1960年代と1970年代のように「世界のヒット作レコーディングの中心地」ではなくなっているものの、現在も音楽は制作されている。この地ゆかりのアーティストとしては、前述のドライヴ・バイ・トラッカーズを始め、ザ・シヴィル・ウォーズ、ディラン・ルブラン、ゲイリー・ニコルズ、ジェイソン・イズベル、ステート・ライン・モブ、エリック・"レッド・マウス"・ゲッパート、フィドルワーム、ブームボックスといった面々がいる。
ロック、R&B、カントリー・ミュージックの著名人には、マッスルショールズ（タスカンビア）周辺やテネシー川沿いに住む者も少なくない。彼らが地元のナイトクラブで演奏したり、新曲のリハーサルをしている姿が目撃されるのも珍しくはない。

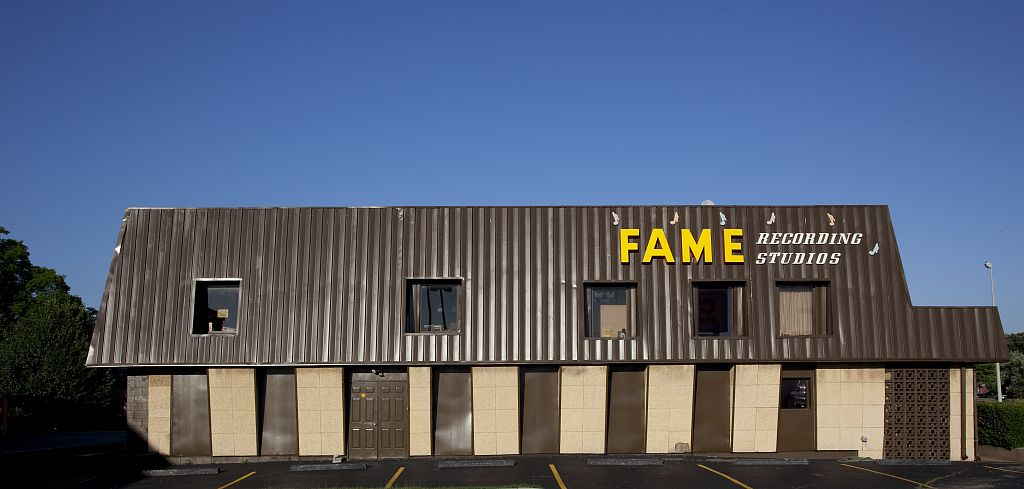
マッスルショールズのフェイム・スタジオ（写真：キャロル・M・ハイスミス）

姉妹都市であるアラバマ州フローレンスは、「ブルース発祥の地」として知られる。W・C・ハンディはフローレンス生まれで、一般的に「ブルースの父」と言われる。1982年以来、毎年フローレンス／シェフィールド／マッスルショールズ地域でW・C・ハンディ音楽祭が開催されており、そこではブルース、ジャズ、カントリー、ゴスペル、ロック、R&Bなどが演奏される。
2010年1月6日、マッスルショールズはブルースゆかりの地、遺跡などをつなぐミシシッピ・ブルース・トレイルに追加された。
フェイム・スタジオの創設者、リック・ホールが2018年初頭に亡くなった際、ニューヨーカー誌は追悼記事を次のコメントで締め括った。 「マッスルショールズは、この地で作られた音楽に限らず、それが何であれ中心地とはなり得ない地なのになってしまったという特筆的な存在である。アラバマ州の静かな片隅にある小さな町が、進歩的で統合されたリズム・アンド・ブルースの温床となったことは、今でも説明しにくい現象だ。ホールがそこで何を思い描き、何を夢見て、何を実現したかは、アメリカの創意工夫を語る上で不可欠なのだ。それはある種希望の証なのである。」AI.comの記事は、ホールが彼の家族に加え、他に類を見ないマッスルショールズの音楽のレガシーを残して亡くなったと記している。
アニストン・スターの社説は、次の碑文で締めくくられている。「アラバマ州は、大学フットボールと恥ずべき政治以外では殆ど話題に上ることもないが、この州について世界が知りたいのであれば、故リック・ホールと彼の遺産はその価値があるであろう。」

### 3614ジャクソン・ハイウェイ・スタジオ
シェフィールドにあるマッスルショールズ・サウンド・スタジオが開業当初に位置していた建物は、2006年6月2日にアメリカ合衆国国家歴史登録財に登録された。この建物は、2000年代初頭から2013年までの間、部分的に修復工事が行なわれ、見学のために営業していた。2013年、ドキュメンタリー映画『黄金のメロディ マッスル・ショールズ』の公開がオリジナルのスタジオの本格的な修復についての世間一般の関心を引き寄せた。同年、建物の買収と大規模な修復工事を完了させることを目的に、マッスルショールズ音楽基金が設立された。2013年6月、1999年からの建物の所有者が歴史的な機材を除いた建物を基金に対し売却した。
アップル傘下でドクター・ドレーとジミー・アイオヴィンによって設立されたヘッドフォン・メーカー、ビーツ・エレクトロニクスは、100万ドルもの大きな出資を行なった。州観光局長は、2013年の映画『黄金のメロディ マッスル・ショールズ』の影響力が大きかったと2015年に述べている。「ビーツからの財政支援は、映画が直接もたらしたものです。」他の団体や個人からも、更なる寄付が寄せられた。
2015年8月の時点で、部分的に修復されたジャクソン・ハイウェイのスタジオの見学が可能であった。大規模な修復工事が始まった2015年9月、スタジオは閉鎖された。マッスルショールズ・サウンド・スタジオは、観光名所として、2017年1月9日に再開している。基金が建物を所有し運営を担っており、内装は1970年代を彷彿させ、関連するレコーディング機材と設備も整っている。レコーディングのプロジェクトも予定されている。
ジャクソン・ハイウェイ・スタジオの再開を待たずして、アラバマ州観光局は2017年、マッスルショールズ・サウンド・スタジオを州内の主要観光名所としてその名を挙げている。

### ザ・スワンパーズ
マッスルショールズ・リズム・セクションは、ピート・カー（リード・ギター）、ジミー・ジョンソン（リズム・ギター）、ロジャー・ホーキンズ（ドラムス）、デイヴィッド・フッド（ベース）、バリー・ベケット（キーボード）というメンバーであった。
マッスルショールズ・リズム・セクションは、第一線で活躍するスタジオ・ミュージシャンで構成された地元グループで、「ザ・スワンパーズ」として知られ、多くのアーティストのバックを務めた。彼らは、当初フェイム・スタジオで仕事をし、後にマッスルショールズ・サウンド・スタジオを設立してそちらへ移行した。「ザ・スワンパーズ」というニックネームは、「ファンキーでソウルフルな南部のスワンプ・サウンド」を特徴としていたことから、音楽プロデューサーのデニー・コーデルがレオン・ラッセルとのセッション中に名付けたのであった。
レーナード・スキナードの楽曲「Sweet Home Alabama」には、歌詞にスワンパーズとマッスルショールズのことが次のように歌われている。「マッスルショールズにはスワンパーズがいる。彼らは1、2曲選曲してくれるよ。」

## 地理
マッスルショールズはテネシー川の南岸の北緯34度45分03秒 西経87度39分01秒 / 北緯34.750788度 西経87.650278度に位置する。
アメリカ合衆国国勢調査局によると、市の総面積は15.6平方マイル (40.3 km2)であり、0.02平方マイル (0.05 km2)、あるいは0.13%が水面である。この地域の耐寒性ゾーンは7bである。（インタラクティヴ・マップ | USDA植物耐寒性ゾーン・マップ Archived 2019-07-04 at the Wayback Machine.）

### 気候
| アラバマ州マッスルショールズ （北西アラバマ地域空港、1991年-2020年、通常値、 1893年-現在、極端地)の気候 | アラバマ州マッスルショールズ （北西アラバマ地域空港、1991年-2020年、通常値、 1893年-現在、極端地)の気候 | アラバマ州マッスルショールズ （北西アラバマ地域空港、1991年-2020年、通常値、 1893年-現在、極端地)の気候 | アラバマ州マッスルショールズ （北西アラバマ地域空港、1991年-2020年、通常値、 1893年-現在、極端地)の気候 | アラバマ州マッスルショールズ （北西アラバマ地域空港、1991年-2020年、通常値、 1893年-現在、極端地)の気候 | アラバマ州マッスルショールズ （北西アラバマ地域空港、1991年-2020年、通常値、 1893年-現在、極端地)の気候 | アラバマ州マッスルショールズ （北西アラバマ地域空港、1991年-2020年、通常値、 1893年-現在、極端地)の気候 | アラバマ州マッスルショールズ （北西アラバマ地域空港、1991年-2020年、通常値、 1893年-現在、極端地)の気候 | アラバマ州マッスルショールズ （北西アラバマ地域空港、1991年-2020年、通常値、 1893年-現在、極端地)の気候 | アラバマ州マッスルショールズ （北西アラバマ地域空港、1991年-2020年、通常値、 1893年-現在、極端地)の気候 | アラバマ州マッスルショールズ （北西アラバマ地域空港、1991年-2020年、通常値、 1893年-現在、極端地)の気候 | アラバマ州マッスルショールズ （北西アラバマ地域空港、1991年-2020年、通常値、 1893年-現在、極端地)の気候 | アラバマ州マッスルショールズ （北西アラバマ地域空港、1991年-2020年、通常値、 1893年-現在、極端地)の気候 | アラバマ州マッスルショールズ （北西アラバマ地域空港、1991年-2020年、通常値、 1893年-現在、極端地)の気候 |
| 月 | 1月 | 2月 | 3月 | 4月 | 5月 | 6月 | 7月 | 8月 | 9月 | 10月 | 11月 | 12月 | 年 |
| --- | --- | --- | --- | --- | --- | --- | --- | --- | --- | --- | --- | --- | --- |
| 最高気温記録 °F （°C）                                                                                  | 80 (27)                                                                                                 | 86 (30)                                                                                                 | 99 (37)                                                                                                 | 97 (36)                                                                                                 | 99 (37)                                                                                                 | 108 (42)                                                                                                | 108 (42)                                                                                                | 108 (42)                                                                                                | 108 (42)                                                                                                | 100 (38)                                                                                                | 89 (32)                                                                                                 | 78 (26)                                                                                                 | 108 (42)                                                                                                |
| 平均最高気温 °F （°C）                                                                                  | 52.4 (11.3)                                                                                             | 56.7 (13.7)                                                                                             | 65.2 (18.4)                                                                                             | 74.4 (23.6)                                                                                             | 82.1 (27.8)                                                                                             | 88.9 (31.6)                                                                                             | 91.6 (33.1)                                                                                             | 91.2 (32.9)                                                                                             | 86.1 (30.1)                                                                                             | 75.7 (24.3)                                                                                             | 63.8 (17.7)                                                                                             | 55.0 (12.8)                                                                                             | 73.6 (23.1)                                                                                             |
| 日平均気温 °F （°C）                                                                                    | 42.9 (6.1)                                                                                              | 46.7 (8.2)                                                                                              | 54.4 (12.4)                                                                                             | 62.9 (17.2)                                                                                             | 71.3 (21.8)                                                                                             | 78.4 (25.8)                                                                                             | 81.5 (27.5)                                                                                             | 80.5 (26.9)                                                                                             | 74.7 (23.7)                                                                                             | 63.6 (17.6)                                                                                             | 52.5 (11.4)                                                                                             | 45.6 (7.6)                                                                                              | 62.9 (17.2)                                                                                             |
| 平均最低気温 °F （°C）                                                                                  | 33.5 (0.8)                                                                                              | 36.7 (2.6)                                                                                              | 43.5 (6.4)                                                                                              | 51.5 (10.8)                                                                                             | 60.6 (15.9)                                                                                             | 67.9 (19.9)                                                                                             | 71.4 (21.9)                                                                                             | 69.9 (21.1)                                                                                             | 63.3 (17.4)                                                                                             | 51.5 (10.8)                                                                                             | 41.2 (5.1)                                                                                              | 36.1 (2.3)                                                                                              | 52.3 (11.3)                                                                                             |
| 最低気温記録 °F （°C）                                                                                  | −11 (−24)                                                                                               | −13 (−25)                                                                                               | 7 (−14)                                                                                                 | 24 (−4)                                                                                                 | 32 (0)                                                                                                  | 42 (6)                                                                                                  | 49 (9)                                                                                                  | 47 (8)                                                                                                  | 36 (2)                                                                                                  | 23 (−5)                                                                                                 | 2 (−17)                                                                                                 | −5 (−21)                                                                                                | −13 (−25)                                                                                               |
| 降水量 inch （mm）                                                                                      | 4.71 (119.6)                                                                                            | 4.79 (121.7)                                                                                            | 5.14 (130.6)                                                                                            | 4.80 (121.9)                                                                                            | 4.55 (115.6)                                                                                            | 5.05 (128.3)                                                                                            | 4.78 (121.4)                                                                                            | 3.77 (95.8)                                                                                             | 3.55 (90.2)                                                                                             | 3.47 (88.1)                                                                                             | 4.15 (105.4)                                                                                            | 5.48 (139.2)                                                                                            | 54.24 (1,377.7)                                                                                         |
| 降雪量 inch （cm）                                                                                      | 0.4 (1)                                                                                                 | 1.0 (2.5)                                                                                               | 0.4 (1)                                                                                                 | 0.0 (0)                                                                                                 | 0.0 (0)                                                                                                 | 0.0 (0)                                                                                                 | 0.0 (0)                                                                                                 | 0.0 (0)                                                                                                 | 0.0 (0)                                                                                                 | 0.0 (0)                                                                                                 | 0.0 (0)                                                                                                 | 0.4 (1)                                                                                                 | 2.2 (5.6)                                                                                               |
| 平均降水日数 （≥0.01 in）                                                                               | 10.2 | 10.3 | 11.0 | 10.0 | 11.0 | 10.7 | 10.9 | 9.3 | 7.0 | 8.1 | 8.8 | 11.0 | 119.3                                                                                                   |
| 平均降雪日数 （≥0.1 in）                                                                                | 0.4 | 0.6 | 0.2 | 0.1 | 0.0 | 0.0 | 0.0 | 0.0 | 0.0 | 0.0 | 0.0 | 0.4 | 1.7 |
| 出典：NOAA (降雪量 1981年–2010年)                                                                       | | | | | | | | | | | | | |

## 人口動態

### 2020年国勢調査
| 人種                                             | 人数   | 率     |
| ------------------------------------------------ | ------ | ------ |
| 白人 (非ヒスパニック)                            | 11,788 | 72.43% |
| 黒人またはアフリカ系アメリカ人（非ヒスパニック） | 2,802  | 17.22% |
| ネイティブ・アメリカン                           | 79     | 0.49%  |
| アジア人                                         | 284    | 1.75%  |
| 太平洋諸島系                                     | 1      | 0.01%  |
| その他/混血                                      | 719    | 4.42%  |
| ヒスパニックまたはラテン系                       | 602    | 3.7%   |

2020年の国勢調査の時点で、市には16,275人、5,371世帯、3,738家族が暮らしている。

### 2010年国勢調査
2010年の国勢調査時点において、13,146人、5,321世帯、3,769家族が市内に住んでいた。人口密度は326.4/km2であった。平均密度140.3/km2で5,653戸の住戸が存在していた。人種構成比は、人口の80.6%が白人、15.3%が黒人あるいはアフリカ系アメリカ人、0.3%がネイティブ・アメリカン、0.9%がアジア人、1.3%がその他人種、1.6%がハワイ人あるいは太平洋諸島系、ヒスパニックあるいはラテン系（人種を問わない）は2.7%であった。
市の5,321世帯のうち31.1%が18歳未満の子供が同居する世帯、54.4%は結婚した夫婦が同棲する世帯、12.9%は夫がいない女性が世帯主の世帯、29.2%は非家族世帯であった。全世帯中26.2%は単身世帯、11.3%は65歳以上の単身世帯であった。平均世帯人数は2.44人、家族の平均人数は2.93人であった。
市内の人口は、18歳未満が23.6%、18歳から24歳が8.1%、25歳から44歳が24.9%、45歳から64歳が27.3%、65歳以上が16.0%となっていた。年齢の中央値は40.1歳であった。女性100人に対して男性は90.5人、18歳以上の女性100人に対して男性は91.9人であった。
市内世帯の所得中央値は48,134ドル、家族の平均所得は60,875ドルであった。男性の所得中央値は41,061ドル、女性は37,576ドルであった。市の1人当たり所得は23,237ドルであった。世帯の約8.3%と人口の10.6%が貧困ライン以下であり、これには18歳未満の19.9%と65歳以上の4.8%が含まれる。

## 教育機関
現在マッスルショールズ市学区は、チャド・ホールデン博士の監督管理下にある。
学区には、下記7つの学校が存在する：
- マッスルショールズ高等学校　Muscle Shoals High School
- マッスルショールズ・キャリア・アカデミー　Muscle Shoals Career Academy
- マッスルショールズ中学校　Muscle Shoals Middle School
- マクブライド小学校　McBride Elementary School
- ハイランド・パーク小学校　Highland Park Elementary School
- ウェブスター小学校　Webster Elementary School
- ハウエル・グレイヴズ・プリスクール　Howell Graves Preschool

## 交通
管轄する空港は北西アラバマ地域空港である。市から東に1マイルのところにあり、商業航空会社1社が運航している。
北西アラバマ地方自治体協議会 (NACOLG) は、ショールズ地域内のNACOLG交通機関でデマンド型交通を提供している。

## 映画
- 2013年には、アメリカ映画『Muscle Shoals』（邦題：『黄金のメロディ マッスル・ショールズ』、2014年日本劇場公開[54]）が公開となった[55]。これはマッスルショールズのフェイム・スタジオとマッスルショールズ・サウンド・スタジオについてのドキュメンタリーである。監督はグレッグ・フレディ・キャマリアで、マグノリア・ピクチャーズよりリリースとなっている[56]。